# Мойсо Данаилов
Мойсо Данаилов е български резбар от Македония, представител на Дебърската художествена школа. 

## Биография
Роден е в дебърското мияшко село Тресонче. Баща му Данаил е добър зограф, който се заселва в Казанлък и работи в Казанлъшко. Мойсо учи при баща си и работи в Стара Загора, Сливен и на други места. Умира около 1912 – 1913 година.